# ميخائيل بيلي (عالم بيئة)
ميخائيل بيلي هو عالم بيئة كندي، ولد في 1954 في فانكوفر في كندا.